# Pontilhão de Ferro
O Pontilhão de Ferro é um bem imóvel tombado em 2006 localizado na cidade de Ponte Nova, no estado de Minas Gerais.

## Construção
A estrutura foi trazida da Inglaterra. E a construção sobre o Rio Piranga foi iniciada em 1910, pela concessionária ferroviária inglesa Leopoldina Railway.A inauguração aconteceu em 1911.
O Pontilhão recebeu o nome oficial de Pontilhão de Ferro Manoel Cavalcanti de Albuquerque, em homenagem a um dos engenheiros que construiu.